# Die Commitments (Film)
Die Commitments (Originaltitel: The Commitments) ist ein irisch-britischer Spielfilm nach einer Romanvorlage von Roddy Doyle um eine Gruppe Jugendlicher in Dublin, die eine Soul-Band gründen. Die Commitments existieren in veränderter Besetzung bis heute als Live-Band.

## Handlung
Der junge Arbeitslose Jimmy Rabbitte hat eine Vision: Er will den Soul nach Irland bringen und „die härteste Arbeiter-Band der Welt“ gründen. Jimmy selbst kann weder singen noch ein Instrument spielen, deshalb muss er sich zunächst die Bandmitglieder zusammensuchen. Nach und nach findet er teils zufällig, teils über Bekannte und über eine Annonce in der Zeitung die ihm geeignet erscheinende Zusammensetzung der Band.
Die ersten Proben verlaufen noch eher schlecht, jedoch zeigt sich die Kombination aus Musikern und Sängerinnen um den anscheinend begabten Sänger und Frontmann Deco unter dem Management von Rabbitte und mit der musikalischen Erfahrung des älteren Bandmitglieds Joey „The Lips“ Fagan als durchaus motiviert. Nach und nach entwickelt sich die Band und es kommt zu ersten öffentlichen Auftritten.
Die Band wird immer mehr zu einer lokalen Attraktion. Sogar Jimmys Vater, der eigentlich Elvis Presley verehrt – ein Bild von Elvis hängt in Jimmys Wohnzimmer über einem des Papstes –, fängt an, den Soul zu mögen.
Auf dem Gipfel des Erfolges, als die Band einen Auftritt im „Gallagher’s“ spielt, bekommt Jimmy einen Plattenvertrag angeboten. Die restliche Band bekommt davon jedoch nichts mehr mit, da die Mitglieder sich hoffnungslos zerstreiten. Der Tropfen, der das Fass zum Überlaufen bringt, ist der angekündigte Auftritt von Wilson Pickett, der jedoch nicht erscheint. Jimmy ist danach enttäuscht und geht zu Fuß nach Hause. Er streitet sich mit Joey, dem Trompeter, weil er der Meinung ist, er habe ihn, was Pickett betrifft, belogen.
Auf dem Heimweg begegnet ihm eine Limousine. Der Fahrer fragt Jimmy nach dem Weg zum „Gallagher’s“. Jimmy antwortet, der Pub sei bereits geschlossen. Wie sich danach herausstellt, war der Fahrgast im Wagen kein anderer als Wilson Pickett.

## Auszeichnungen
Der Film wurde 1992 für einen Oscar für den besten Schnitt nominiert. Er gewann mehrere BAFTA Awards. Das British Film Institute wählte Die Commitments im Jahre 1999 auf Platz 38 der besten britischen Filme aller Zeiten.

## Trilogie
The Snapper und Fisch & Chips bilden die weiteren Teile einer Trilogie basierend auf Romanen von Roddy Doyle.

## Kritiken
- „Schwungvolle musikalische Komödie, die den tristen Alltag ihrer Figuren stets im Blick behält. Durch die Detailfreudigkeit der Inszenierung und die Spiellaune und Musikalität ihrer unverbrauchten Darsteller wird anregende Unterhaltung geboten.“ – Lexikon des internationalen Films (CD-ROM-Ausgabe), Systhema, München 1997

Die Filmbewertungsstelle Wiesbaden verlieh der Produktion das Prädikat „besonders wertvoll“.

## Soundtrack
The Commitments Music from the Original Motion Picture Soundtrack (AAD) erschien 1991 bei Beacon Communications Corporation und MCA Records mit einer Spieldauer von 42 Minuten und 10 Sekunden.
The Commitments sind: Robert Arkins, Michael Aherne, Angeline Ball, Maria Doyle, Dave Finnegan, Bronagh Gallagher, Félim Gormley, Glen Hansard, Dick Massey, Kenneth McCluskey, Johnny Murphy und Andrew Strong.
Produziert wurde das Album von Paul Bushnell, Kevin Killen und Alan Parker. Toningenieur und Mischung Kevin Killen. Die Aufnahme fand in den Ringsend Road Studios, Dublin, bei Ocean Way Recording, Los Angeles und The Hit Factory, London, statt.
1. Mustang Sally (Mack Rice)
2. Take me to the River (Al Green & Mabon Hodges)
3. Chain of Fools (Don Covay)
4. The Dark End of the Street (Dan Penn und Chips Moman)
5. Destination Anywhere (Nickolas Ashford und Valerie Simpson)
6. I Can’t Stand the Rain (Donald Bryant, Ann Peebles & Bernard Miller)
7. Try a little Tenderness (Harry Woods, Jimmy Campbell und Reg Connelly)
8. Treat Her Right (Gene Kurtz und Roy Head)
9. Do Right Woman Do Right Man (Dan Penn und Chips Moman)
10. Mr. Pitiful (Otis Redding & Steve Cropper)
11. I Never Loved a Man (Ronnie Shannon)
12. In the Midnight Hour (Wilson Pickett & Steve Cropper)
13. Bye Bye Baby (Mary Wells)
14. Slip Away (Wilbur Terrell, Marcus Daniels und William Armstrong)

Dieses Album enthält nicht alle Musikstücke aus dem Film. Die noch fehlenden Tracks sind auf dem Album The Commitments – Rarities erschienen, das darüber hinaus fünf von Andrew Strong interpretierte Stücke enthält, die im Film nicht zu hören sind (Tracks 12–16).
1. Hard To Handle (Otis Redding)
2. Grits Ain’t Groceries (Little Milton)
3. I Thank You (Sam & Dave)
4. That’s The Way Love Is (The Isley Brothers)
5. Show Me (Joe Tex)
6. Saved (LaVern Baker)
7. Too Many Fish In The See (The Marvelettes)
8. Fa-Fa-Fa-Fa-Fa (Sad Song) (Otis Redding)
9. Land Of A Thousand Dances (Fats Domino)
10. Nowhere To Run (Martha & the Vandellas)
11. Bring It On Home To Me (Sam Cooke)

## Bands
Bald nachdem der Film in die Kinos gekommen war, gab es Auftritte fast aller Darsteller der Band als reale Band. Zum 20-jährigen Jubiläum des Films im Jahr 2011 gab es eine Benefiz-Tour mit 6 Darstellern unter dem Bandnamen "The Stars from The Commitments". Diese Band existiert immer noch. Der einzig verbliebene Originaldarsteller ist Kenneth McCluskey. Parallel geht auch Andrew Strong unter dem Titel "Andrew Strong performs The Commitments" mit einer Band auf Tour. Außerdem gibt es mit "Dave Finnegnan's Commitments" von Dave Finnegan noch eine dritte Band mit nur einem einzigen Originaldarsteller.